# Anàpids
Els anàpids (Anapidae) són una família d'aranyes araneomorfes molt petites, amb 220 espècies descrites dins 57 gèneres. Inclou l'antiga família dels microfolcommàtids (Micropholcommatidae) actualment com la subfamília Micropholcommatinae. Fou descrita per primera vegada per Eugène Simon l'any 1895.

## Descripció i distribució
La majoria de les espècies tenen menys de 2 mm de longitud. Els anàpids generalment viuen en fulles i molses al sòl de la selva tropical. Moltes teranyines orbiculars construïdes amb un diàmetre de menys de 3 cm. En algunes espècies (com Pseudanapis parocula), els pedipalps de la femella es redueixen a còdols.
Manquen d'un cribel i poden tenir sis o vuit ulls; els ulls mitjans del darrere es redueixen o falten. La closca es modifica de manera que els ulls s'eleven més de l'habitual. El color pot variar des d'un marró vermellós fins a marró groguenc. Els dos marges dels quelícers tenen dents. Les potes són curtes i sense espines. El llavi té un esperó que s'estén entre els quelícers.
Els anàpids es troben arreu del món, especialment a Amèrica del Sud, Àfrica, Àsia, Austràlia i Nova Zelanda. Uns pocs gèneres viuen a Amèrica del Nord o Europa. Només Comaroma simoni i les tres espècies de Zangherella es troben a Europa; Gertschanapis shantzi i Comaroma mendocino viuen als Estats Units.

## Sistemàtica
La família dels microfolcommàtids (Micropholcommatidae) va ser considerada una sinonímia amb aquesta família per Schütt el 2003, i per Lopa et al. el 2011. La família dels holarquèids (Holarchaeidae) ha estat considerada com a sinònim dels Anapidae per Dimitrov et al. el 2017.
El canvi ha estat acceptat pel World Spider Catalog.

### Gèneres

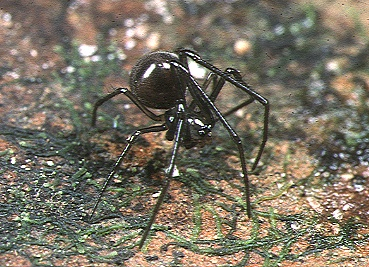
Mascle de Conoculus lyugadinus

Amb data de març de 2017, el World Spider Catalog reconeix els següents gèneres:
- Acrobleps Hickman, 1979 – Tasmània
- Algidiella Rix & Harvey, 2010 – Illes Auckland
- Anapis Simon, 1895 — Amèrica Central a Sud-amèrica
- Anapisona Gertsch, 1941 — Amèrica Central a Sud-amèrica
- Austropholcomma Rix & Harvey, 2010 — Austràlia
- Borneanapis Snazell, 2009 – Borneo
- Caledanapis Platnick i Forster, 1989 — Nova Caledònia
- Chasmocephalon O. P-Cambridge, 1889 — Austràlia
- Comaroma Bertkau, 1889 — Europa, EUA, Xina, Corea, Japó
- Conculus Komatsu, 1940 — Nova Guinea, Corea, Japó
- Crassanapis Platnick & Forster, 1989 — Xile, Argentina
- Crozetulus Hickman, 1939 — Àfrica
- Dippenaaria Wunderlich, 1995 — Sud-àfrica
- Elanapis Platnick & Forster, 1989 — Xile
- Enielkenie Ono, 2007 — Taiwan
- Eperiella Rix & Harvey, 2010 – Austràlia, Xile
- Epigastrina Rix & Harvey, 2010 — Austràlia
- Eterosonycha Butler, 1932 — Austràlia
- Forsteriola Brignoli, 1981 — Àfrica
- Gaiziapis Miller, Griswold & Yin, 2009 – Xina
- Gertschanapis Platnick & Forster, 1990 — EUA
- Gigiella Rix & Harvey, 2010 – Austràlia, Xile
- Guiniella Rix & Harvey, 2010 – Nova Guinea
- Hickmanapis Platnick & Forster, 1989 — Tasmània
- Mandanapis Platnick & Forster, 1989 — Nova Caledònia
- Maxanapis Platnick & Forster, 1989 — Austràlia
- Metanapis Brignoli, 1981 — Àfrica, Nepal
- Micropholcomma Crosby & Bishop, 1927 — Austràlia
- Minanapis Platnick & Forster, 1989 — Xile, Argentina
- Montanapis Platnick & Forster, 1989 — Nova Caledònia
- Normplatnicka Rix & Harvey, 2010 – Xile, Austràlia
- Nortanapis Platnick & Forster, 1989 — Austràlia
- Novanapis Platnick & Forster, 1989 — Nova Zelanda
- Octanapis Platnick & Forster, 1989 — Austràlia
- Olgania Hickman, 1979 — Austràlia
- Paranapis Platnick & Forster, 1989 — Nova Zelanda
- Patelliella Rix & Harvey, 2010 – Illes Lord Howe
- Pecanapis Platnick & Forster, 1989 — Xile
- Pseudanapis Simon, 1905 — Amèrica Central i Sud-amèrica, Àfrica, Sud d'Àsia, Nova Guinea, Hong Kong
- Pua Forster, 1959 — Nova Zelanda
- Queenslanapis Platnick & Forster, 1989 — Austràlia
- Raveniella Rix & Harvey, 2010 — Austràlia
- Rayforstia Rix & Harvey, 2010 – Austràlia, Nova Zelanda i illes associades
- Risdonius Hickman, 1939 — Austràlia
- Sheranapis Platnick & Forster, 1989 — Xile
- Sinanapis Wunderlich & Song, 1995 — Xina
- Sofanapis Platnick & Forster, 1989 — Xile
- Spinanapis Platnick & Forster, 1989 — Austràlia
- Taliniella Rix & Harvey, 2010 – Nova Zelanda
- Taphiassa Simon, 1880 – Austràlia, Nova Zelanda i illes associades
- Tasmanapis Platnick & Forster, 1989 — Tasmània
- Teutoniella Brignoli, 1981 — Brasil, Xile
- Tinytrella Rix & Harvey, 2010 – Nova Zelanda
- Tricellina Forster & Platnick, 1989 — Xile
- Victanapis Platnick & Forster, 1989 — Austràlia
- Zangherella Caporiacco, 1949 — Mediterrani
- Zealanapis Platnick & Forster, 1989 — Nova Zelanda

### Superfamília
Els anàpids havien format part de la superfamília dels araneoïdeus (Araneoidea), al costat de tretze famílies més entre les quals cal destacar pel seu nombre d'espècies: linífids, aranèids, terídids, tetragnàtids i nestícids.
Les aranyes, tradicionalment, foren classificades en famílies que van ser agrupades en superfamílies. Quan es van aplicar anàlisis més rigorosos, com la cladística, es va fer evident que la major part de les principals agrupacions utilitzades durant el segle XX no eren compatibles amb les noves dades. Actualment, els llistats d'aranyes, com ara el World Spider Catalog, ja ignoren la classificació per sobre del nivell familiar.